# CXCL7
Platelet basic protein (synonym CXCL7) ist ein Protein aus der Gruppe der Chemokine. Es ist als Chemokin ein Oberflächenprotein und beteiligt an der Immunantwort. Das Chemokin dient als zelluläres Warnsignal. An das Chemokin binden Immunzellen mit passendem Chemokinrezeptor, wodurch sich Immunzellen am Ort einer Entzündung ansammeln und die Immunantwort lokal verstärkt wird. Als CXC-Chemokin besitzt es vier Cysteine, von denen die ersten beiden eine beliebige Aminosäure X dazwischen aufweisen, gefolgt von 24 Aminosäuren bis zum dritten Cystein und 15 Aminosäuren zwischen dem dritten und dem vierten Cystein.